# Bonney Riegel
Bonney Riegel är en bergstopp i Antarktis. Den ligger i Östantarktis. Nya Zeeland gör anspråk på området. Toppen på Bonney Riegel är 152 meter över havet.
Terrängen runt Bonney Riegel är bergig åt sydost, men åt nordväst är den kuperad. Trakten är obefolkad. Det finns inga samhällen i närheten. 